# Zbyněk Hráček
Zbyněk Hráček (* 9. September 1970 in Uherské Hradiště, Tschechoslowakei) ist ein tschechischer Schach-Großmeister.

## Leben

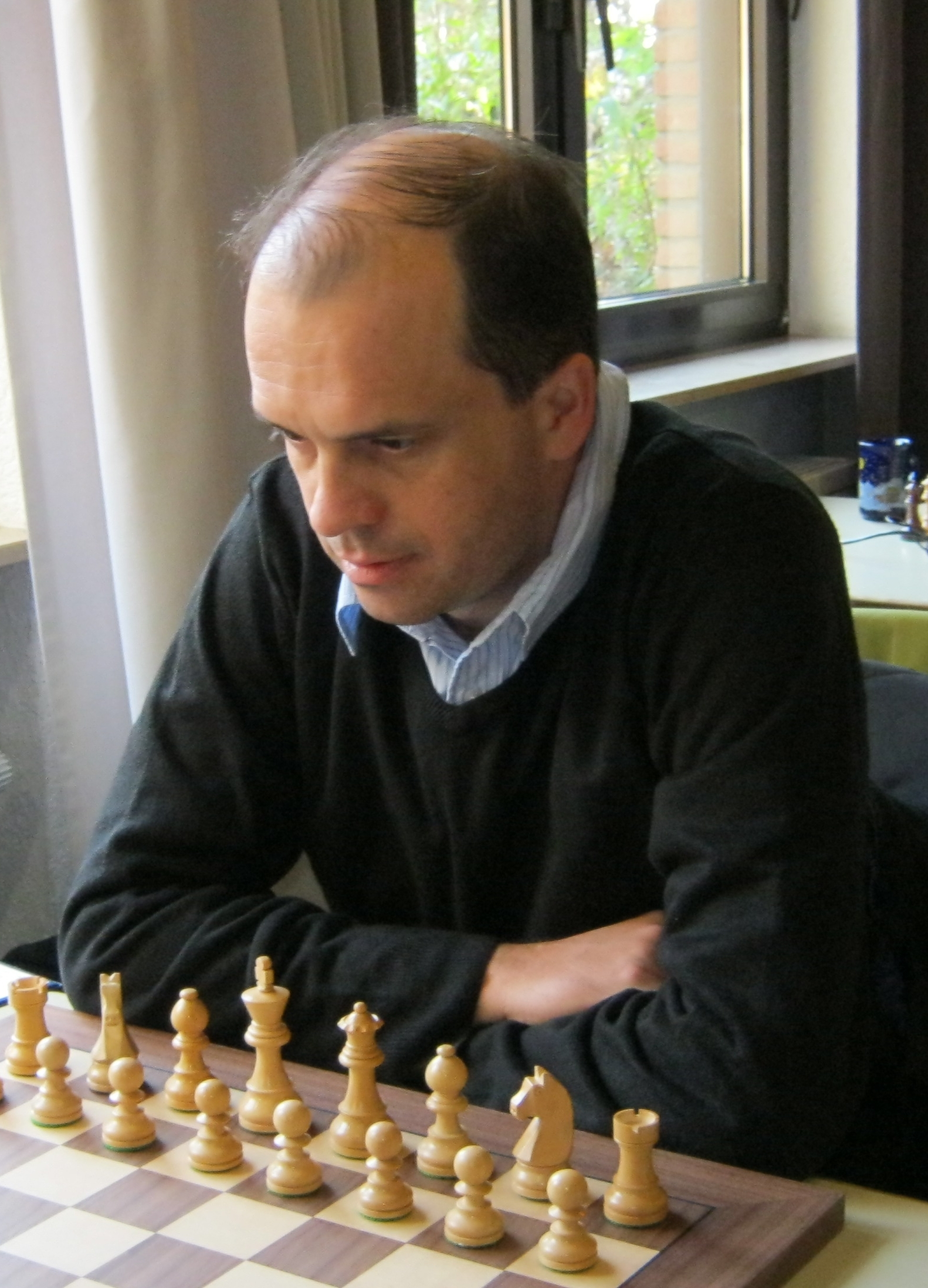
Zbyněk Hráček, 2010

Hráček wurde 1990 Internationaler Meister, 1993 Großmeister, er erlernte das Schachspiel von seinem Onkel im Alter von fünf Jahren. Bei der Junioreneuropameisterschaft in Arnheim 1989/90 wurde er Dritter. Hráček siegte in Altensteig 1995 und Lippstadt 2000. Im Jahr 1994 gewann er die Landesmeisterschaft von Tschechien. Hráček nahm am Schach-Weltpokal 2013 teil, scheiterte aber in der ersten Runde an Viktor Bologan.
Im Februar 2015 belegt er Platz 3 der tschechischen Rangliste.

## Nationalmannschaft
Hráček gehört seit 1990 zuerst zur tschechoslowakischen, später zur tschechischen Nationalmannschaft und hat an 14 Schacholympiaden und 11 Mannschaftseuropameisterschaften teilgenommen.

## Vereine

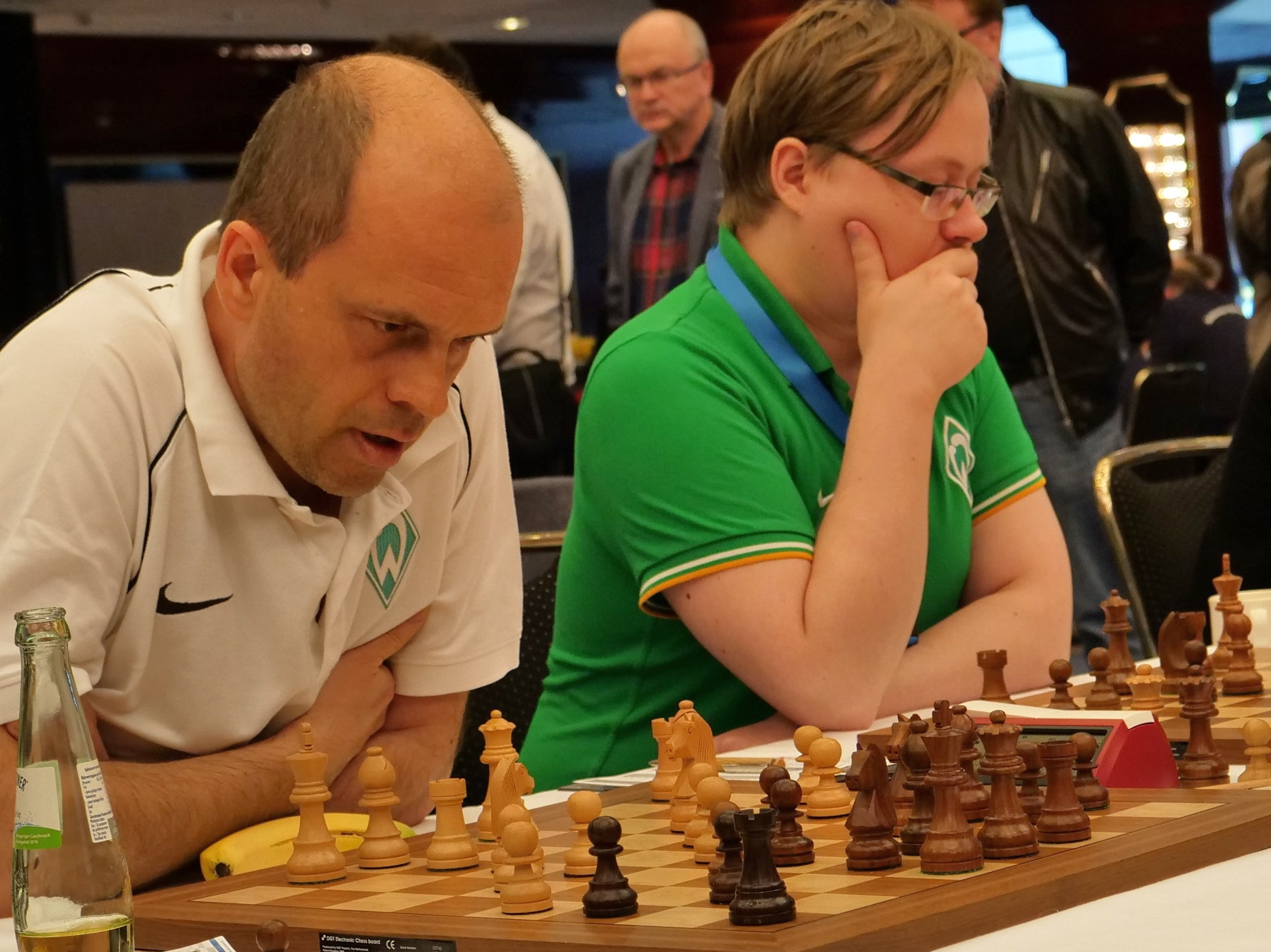
Mit Tomi Nyback für Bremen in der Bundesliga-Endrunde 2018 in Berlin

Beim European Club Cup 1990 trat Hráček für Univerzita Brno an. In der tschechischen Extraliga spielte Hráček in der Saison 1992/93 bei TJ Jiskra Staré Město, bei dem er bereits im Vorjahr in der tschechoslowakischen Mannschaftsmeisterschaft antrat, von 1993 bis 2000 beim ŠK Dům armády Prag, mit dem er 1996, 1997 und 1999 Meister wurde und am European Club Cup 1996 teilnahm, von 2000 bis 2006 beim ŠK Hagemann Opava (ab 2004 ŠK Lokomotiva Brno), mit dem er 2002 und 2004 Meister wurde, von 2006 bis 2017 beim 1. Novoborský ŠK, mit dem er 2008, 2010, 2011, 2012, 2013, 2014, 2015, 2016 und 2017 Meister wurde, seit 2017 spielt er für GASCO Pardubice. Mit dem 1. Novoborský ŠK trat er außerdem siebenmal (2008 sowie 2010 bis 2015) beim European Club Cup an, dabei gewann er 2013 mit der Mannschaft, erreichte 2014 den zweiten und 2011 den dritten Platz, während er in der Einzelwertung 2012 am sechsten Brett und 2014 am ersten Reservebrett jeweils den zweiten Platz belegte.
In der deutschen Schachbundesliga spielt Hráček seit 1994 für Werder Bremen und wurde in der Saison 2004/05 mit der Mannschaft deutscher Meister. Ferner nahm er mit Werder Bremen 2001, 2003, 2005, 2006 und 2009 am European Club Cup teil.
Außerdem war Hráček auch schon in der slowakischen Extraliga aktiv (1993/94 und von 1999 bis 2002 für den ŠK Slovan Bratislava, mit dem er 2001 und 2002 Meister wurde, von 2002 bis 2005 und von 2006 bis 2008 für den ŠK HOFFER Komárno, mit dem er 2003 und 2007 Meister wurde, 2008/09 für K CERO NŠK Nitra, 2010 bis 2013 für ŠK Trenčín, von 2014 bis 2016 für den ŠO ŠKM Angelus Stará Ľubovňa, mit dem er 2015 und 2016 slowakischer Mannschaftsmeister wurde, in der Saison 2017/18 für Reinter Snina und in der Saison 2019/20 am Spitzenbrett für  CVČ Mladosť VIX Žilina), in der österreichischen Bundesliga beziehungsweise Staatsliga (1999/2000 für den SK Hietzing, 2012/13 für den SK Zwettl), in der niederländischen Meesterklasse (1999/2000 für Rotterdam), in der französischen Top 16 (2006 bis 2008 für Vandœuvre-Echecs), in der ungarischen NB I. Szabó László csoport (seit der Saison 2014/15 für Szombathelyi MÁV Haladás VSE), in der der polnischen Ekstraliga (2009 und 2011 für LKS Pasjonat Dankowice, 2013 für ASSz Miedź Legnica und 2019 für den Klub Szachowy Silesia Racibórz) und in der spanischen División de Honor (2007 und 2008 für CA Reverté Albox).

## Partiebeispiel
|   | a | b | c | d | e | f | g | h |   |
| 8 |   |   |   |   |   |   |   |   | 8 |
| 7 |   |   |   |   |   |   |   |   | 7 |
| 6 |   |   |   |   |   |   |   |   | 6 |
| 5 |   |   |   |   |   |   |   |   | 5 |
| 4 |   |   |   |   |   |   |   |   | 4 |
| 3 |   |   |   |   |   |   |   |   | 3 |
| 2 |   |   |   |   |   |   |   |   | 2 |
| 1 |   |   |   |   |   |   |   |   | 1 |
|   | a | b | c | d | e | f | g | h |   |

Die Diagrammstellung entstand aus der Königsindischen Verteidigung. Die schwarzen Figuren richten sich gegen den weißen König, was den materiellen Nachteil von einem Bauern aufwiegt.

1. … Dh5xh2+!

Aufgrund der offenen Königsstellung kann Schwarz die Dame opfern, da der weiße König hierdurch in einen Mattangriff gerät:

2. Tg2xh2 Sg4xh2+ 3. Kg1–f2 Sf6–g4+ 4. Kf2–g3 Sg4–e3+ 5. Kg3–f2 Tg7–g2+
Es folgt ein Matt im nächsten Zug durch Th8–h3 oder Sh2–f3, Ftáčnik gab deshalb auf.